# SMT-1

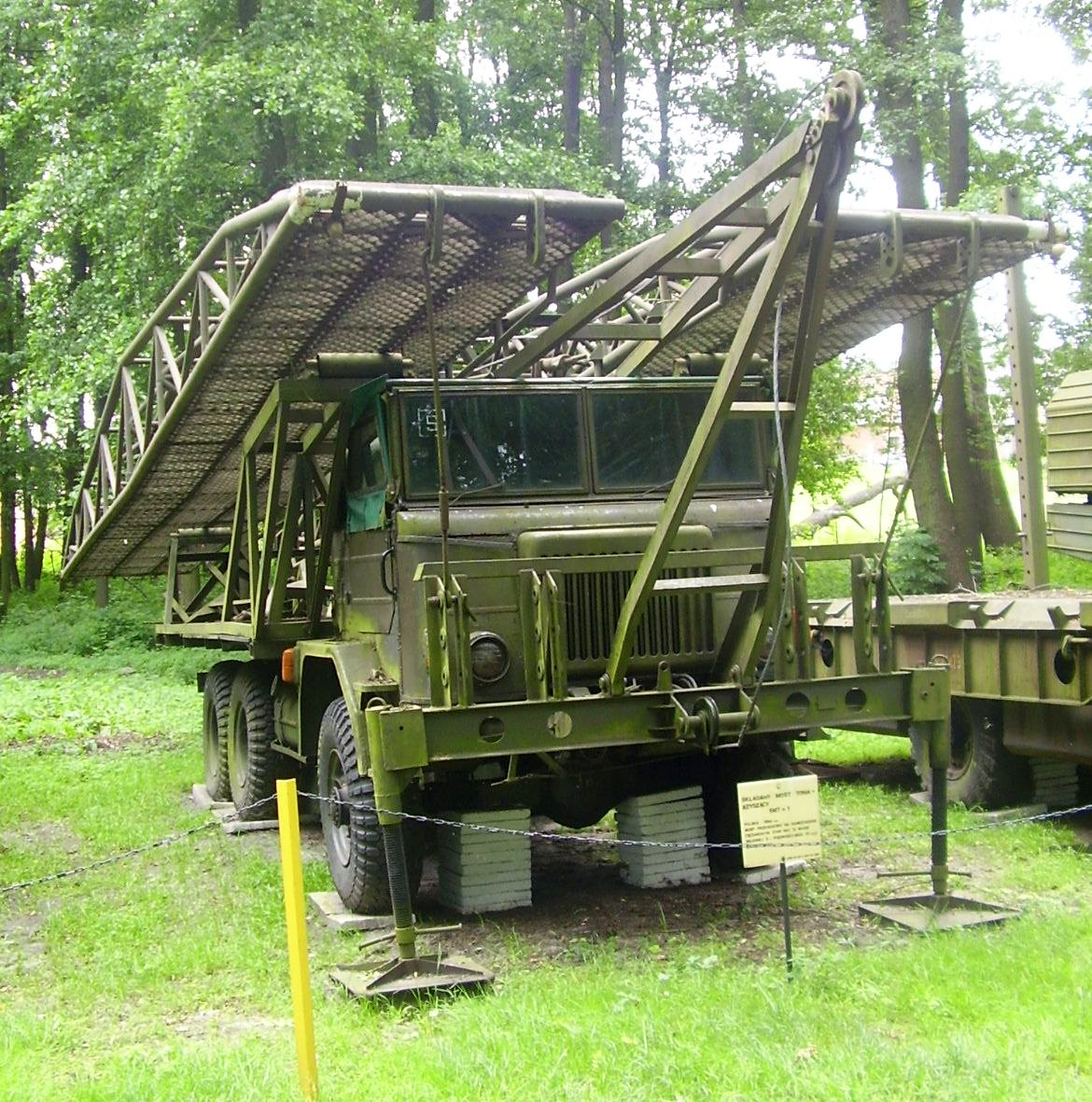
SMT-1, eksponat Lubuskiego Muzeum Wojskowego

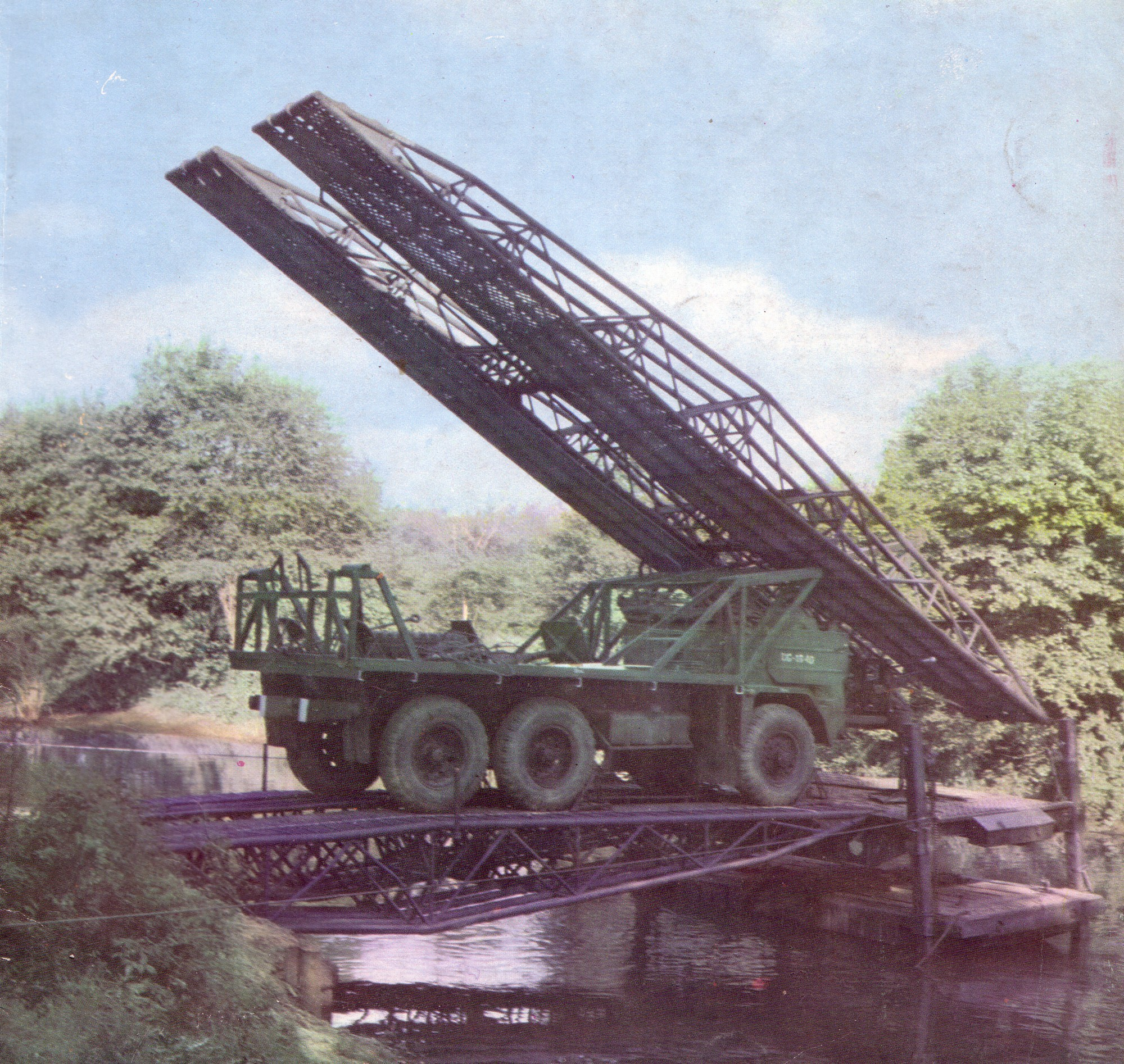
Budowa dwuprzęsłowego mostu przy pomocy SMT-1 i podpory PTSM-2

SMT-1  - most towarzyszący wykorzystujący podwozie samochodu ciężarowego Star 660. 

## Charakterystyka
Samochodowy most towarzyszący SMT-1 jest przeznaczony do pokonywania wąskich przeszkód terenowych takich jak: strumienie, rowy, kanały, skarpy oraz zabudowy przerw w zniszczonych przęsłach mostu itp. Stanowi on przęsło mostu koleinowego, jednokierunkowego z dopuszczalnym obciążeniem przejeżdżających po nim pojazdów o masie: kołowych – do 11 t i gąsienicowych – do 40 t. Jednoprzęsłowe mosty SMT układa się na przeszkodach o szerokości do 10 m.

Pojazd składał się z typowego podwozia na którym umieszczone przęsło. Podwozie wyposażone było w sześciocylindrowy silnik gaźnikowy S47 o mocy 77,2 kW (105 KM) zasilanego z dwóch zbiorników paliwa o pojemności 150 l każdy. SMT-1 osiągał prędkość maksymalną 40 km/h. Podwozie przewoziło kratownicowe przęsło o długości 10,5 m i masie 2,9 t. Po ustawieniu umożliwiało ono pokonywanie przeszkód (strumieni, rowów itp.) o szerokości do 9 m pojazdom kołowym o masie do 11 i gąsienicowym o masie do 40 t. Regulaminowy czas ustawiania przęsła był równy 4-5 minut, jego zdjęcie i załadunek na nosiciela zajmowało wyszkolonej obsłudze 6-10 minut. Przy pomocy podpór PSMT-2 możliwa była także budowa mostów 2-3 przęsłowych. SMT-1 był obsługiwany przez dwie osoby.
| Parametr                            | Wartość    |
| ----------------------------------- | ---------- |
| Długość przęsła                     | 10,5 m     |
| Szerokość przęsła                   | 3,3 m      |
| Liczba kolein                       | 2          |
| Szerokość koleiny                   | 1,2 m      |
| Masa przęsła                        | 2,9 t      |
| Dopuszczalne obciążenie             | do 40 t    |
| Szerokość przeszkody                | 6–10 m     |
| Wysokość skarpy do ułożenia przęsła | do 3 m     |
| Prędkość transportowa (średnia)     | do 40 km/h |
| Obsługa                             | 2          |